# Lars Larsson (1923–2010)
Lars Albin Larsson, född 23 juni 1923 i Kristinehamn, död 24 januari 2010 i Kristinehamn, var en svensk fotbollsspelare.
Larsson representerade Degerfors IF, och gjorde sammanlagt 108 allsvenska matcher (9 mål) för klubben mellan 1950 och 1956. Han spelade 1953 en A-landskamp (inga mål) för Sverige, och gjorde även tre B-landskamper.